# The Sickness
The Sickness — дебютний студійний альбом американського хеві-метал гурту Disturbed. Він був випущений 7 березня 2000 року лейблами Giant та Reprise. Альбом досяг 29 позиції в Billboard 200 США і провів у чарті 106 тижнів. Це був єдиний альбом Disturbed, який не посідав номер один у Billboard 200 США, доки їхній сьомий альбом Evolution не дебютував під номером 4 у 2018 році. 
У 2018 році альбом отримав п’ятий платиновий сертифікат RIAA, який ознаменував продаж п'яти мільйонів копій у США, що робить його найуспішнішим альбомом групи.

## Передісторія та запис
The Sickness став першим студійним релізом гурту з моменту його заснування у 1994 році. Згадуючи ранні дні гурту, вокаліст Девід Дрейман в інтерв'ю 2015 року сказав: 
Люди думають, що це було схоже на метеоритний зліт. Насправді це було не так. Ми вибивалися з сил протягом двох-трьох років як місцевий гурт, наша власна мега-машина самореклами, кожен учасник гурту був у різних місцях міста кожного разу, коли через місто проїжджало рок-шоу, роздаючи наші промо-матеріали — касети, наклейки, футболки, все, що тільки можна було роздати. На додаток до того, що ми стратегічно грали там, де ми вважали, що це має сенс, і на додаток до побудови нашої аудиторії на південній стороні Чикаго. До цього був довгий період часу і багато боротьби у місті, яке не було сприятливим для хард-року і хеві-металу. Чикаго було альтернативним містом.  Це були Smashing Pumpkins, Local H. Це не був метал. Тож ми були у чорному списку. Ми навіть не могли грати у міських клубах. Ми були недостатньо круті. Ми були занадто металеві. Це було те, що вважалося недостатньо крутим. Нам довелося пробиватися силою.
За словами Дреймана, йому було важко навчитися писати про особисті теми, які містяться в текстах альбому, сказавши:
Це дуже страшно. Тому що ось ви прийшли, ви вирішили бути відкритим і оголити частину своєї душі для цих людей, щоб вони могли спостерігати. Тож поки ви не знаєте, що слухачі отримують будь-яку частину того, що ви говорите, це неймовірно лякає
Шукаючи допомоги в процесі виробництва альбому, гурт звернувся до продюсера Джона Карказіса, який навчався в середній школі разом з братом Донегана. На той час, коли почалася робота над альбомом, зв’язок уже склався, і Джонні почав працювати з гуртом як продюсер альбому. В інтерв’ю для Guitar Edge, він розповів про процес запису:
Вони наполегливо боролися, щоб змусити мене записати їхній запис. Вони не хотіли їхати в Лос-Анджелес і робити запис, який не буде кращим за їхні демо. Я відчував, що за бюджет і час я міг би зробити запис, який би всім сподобався. Я наполягав на них якомога сильніше, і ми відчули успіх ще до того, як було продано одну копію. Уся ця важка праця та той факт, що вони така хороша група дозволила мені легко влаштуватися на іншу роботу. Людям це подобалося, і вони казали: «Хто зробив альбом Disturbed? Давайте візьмемо його».

## Критичний прийом
Альбом отримав позитивні відгуки після виходу. Стів Х’юї з AllMusic прокоментував:
Але навіть якщо в ньому є кілька не дуже переконливих моментів, The Sickness загалом виглядає як робота гурту, якому справді не потрібно далеко ходити, щоб отримати повний контроль над своїм звуком і композиторськими навичками. Цей факт робить його приголомшливим дебютним альбомом.

## Перевидання

### 10-річчя
23 березня 2010 року було випущено перевидання альбому, яке було перероблено, злегка реміксовано та включає Бі-сайди , нові обкладинки та ексклюзивний онлайн-контент.  Це перевидання відзначає десяту річницю виходу альбому та вперше доступне у стандартному чорному форматі вінілу. 
|               | Цей альбом поставив нас на карту і започаткував нашу кар’єру. Тому ми повернулися в студію і зробили ремікс, ремастеринг, розмістили туди пару бонус-треків і підкоригували упаковку та обкладинку. Просто маленький предмет колекціонування, невелика данина цьому альбому для фанів. |
| — Ден Донеган | |

Дві пісні, включені до перевидання, «God of the Mind» і «A Welcome Burden», також включені до збірника Бі-сайдів під назвою «The Lost Children» .

### 20-річчя
У січні 2020 року Disturbed оголосили, що збираються в тур The Sickness 20th Anniversary Tour зі Staind і Bad Wolves . Тур був скасований через пандемію COVID-19. Альбом був перевиданий до 20-річчя. Він містить усі ремастеровані оригінальні пісні та живі версії пісень. Тур Sickness 20th Anniversary Tour був перенесений на липень і вересень 2021 року, але знову скасований через пандемію COVID-19 і обмеження.

## Лірика текстів
Лірика «Voices» стосується божевілля, розглядає психоз розуму. Підтверджуючи цю точку зору, Девіда Дреймана на перших днях виступу гурту вивозили на сцену в гамівній сорочці та наморднику, а потім він виривався для виконання треку.
«The Game» говорить про маніпулятивний характер більшості людей. Ви повинні бути обережними, граючи з емоціями іншої людини, інакше хтось може притягнути вас до відповідальності в якийсь момент часу.
«Stupify» — пісня проти расизму. Написана з урахуванням минулих стосунків, де Девід був змушений розлучитися з жінкою, яку кохав. Оскільки вони були різної етнічної приналежності, її батьки не дозволили стосункам продовжуватись.
«Down wit the Sickness» говорить про вічну боротьбу особистості проти материнської культури суспільства, яке постійно намагається підкорити дитину, що бореться за незалежність та індивідуальність.
«Violence Fetish» розповідає про потребу людини в якомусь насильницькому звільненні.
«Fear» — своєрідний діалог між закатованими та їхніми мучителями. «Щасливці» змушують тебе відчувати себе меншим, ніж ти є.
«Numb» розповідає про те почуття, з яким може пов’язатися майже кожен — відчуття душевного болю й заціпеніння, яке викликає розбите серце.
«Want» говорить про небажання людини піддаватися чужому аб'юзу, незважаючи на свої страждання.
«Conflict» відлякує людей від пошуку ворога для боротьби. Ця пісня про внутрішню частину кожного з нас, яка завжди хоче мати конфлікт.
«Shout 2000» — кавер на пісню гурту Tears For Fears 1984 року. Оригінал часто неправильно називають емо-піснею, оскільки повідомлення є радше закликом до дії, ніж вираженням болю.
«Droppin' Plates» — це термін, де платівка — це вініл, що в основному означає, що Disturbed створює та випускає пісні та альбоми. Уся пісня, по суті, про те, що їхня музика найкраща.
«Meaning of LIfe»: За визнанням Дреймана, текст пісні деталізує сильне бажання сексу. Бажаючи «роздуритися», оповідач припускає, що йому подобається це грубо, і його партнерці теж.

## Список композицій
Автор музики і слів Disturbed, за винятком "Shout 2000", яку написали Ян Стенлі та Роланд Орзабал. 
| #     | Назва                                     | Тривалість |
| ----- | ----------------------------------------- | ---------- |
| 1.    | «Voices»                                  | 3:11       |
| 2.    | «The Game»                                | 3:47       |
| 3.    | «Stupify»                                 | 4:33       |
| 4.    | «Down with the Sickness»                  | 4:38       |
| 5.    | «Violence Fetish»                         | 3:23       |
| 6.    | «Fear»                                    | 3:46       |
| 7.    | «Numb»                                    | 3:44       |
| 8.    | «Want»                                    | 3:52       |
| 9.    | «Conflict»                                | 4:35       |
| 10.   | «Shout 2000» (Кавер на "Tears for Fears") | 4:18       |
| 11.   | «Droppin' Plates»                         | 3:48       |
| 12.   | «Meaning of Life»                         | 4:01       |
| 47:34 |                                           |            |

| 2002 re-issue | 2002 re-issue                   | 2002 re-issue |
| #             | Назва                           | Тривалість    |
| ------------- | ------------------------------- | ------------- |
| 13.           | «God of the Mind»               | 3:05          |
| 14.           | «Stupify (live)»                | 4:53          |
| 15.           | «The Game (live)»               | 3:53          |
| 16.           | «Voices (live)»                 | 3:36          |
| 17.           | «Down with the Sickness (live)» | 6:16          |
| 1:09:33       |                                 |               |

| 10th Anniversary Edition | 10th Anniversary Edition | 10th Anniversary Edition |
| #                        | Назва                    | Тривалість               |
| ------------------------ | ------------------------ | ------------------------ |
| 13.                      | «God of the Mind»        | 3:04                     |
| 14.                      | «A Welcome Burden»       | 3:32                     |
| 54:09                    |                          |                          |

## Учасники запису
- Девід Дрейман – вокал
- Ден Донеган – гітари, клавішні, програмування
- Стів Кмак — бас-гітара
- Майк Венгрен – ударні, програмування